# Twijnstraat (Brugge)
De Twijnstraat is een straat in Brugge.

## Beschrijving
Zoals andere oude straatnamen in Brugge is de oorsprong onzeker. Hoe ouder de naam hoe groter vaak die onzekerheid. Het is zeker dat de naam al vroeg bestond:
- 1305: in de Twijnstrate
- 1307: in de Twinstrate.

Louis Gilliodts, James Weale, Karel De Flou en Jos De Smet hebben het allen gehouden bij de familienaam Twijn. Een lid van die familie, Jacob Twijn, zou een huis hebben bewoond in de straat. Nochtans heeft geen van de vier een document geproduceerd dat deze verklaring zou staven.
Karel Verschelde had een andere uitleg. Twijn zou een verschrijving geweest zijn van Tuin. Hij had een document gevonden uit 1319 waarin vermeld werd: in vico qui dicitur Tuinstrate. Adolf Duclos betwistte deze uitleg, omdat een tuin in het Middelnederlands niet twijn maar tuun zou geweest zijn.
Hun opzoekingen brachten de oplossing niet verder en ook Albert Schouteet bleef het antwoord schuldig.
Twijn betekent ook garen, maar niemand van de geleerde toponymisten heeft een uitleg in die richting gezocht. In de Franse tijd dacht men nochtans dat daar de uitleg te vinden was en vertaalde men in Rue du Fil.

## Voorname bewoners
- Leo Mechelaere, kunstschilder
- Alfred Ronse, volksvertegenwoordiger, schepen, promotor van de historische stad Brugge